# Trận handicap
Trận handicap là trận đấu mà một đô vật hoặc nhóm đô vật đối mặt với một nhóm đô vật có ưu thế về số người như 2 chọi 1, 3 chọi 2... Thông thường đô vật tốt có số người đông hơn với những đô vật xấu có nhiều thành viên trong nhóm của họ để được thế không cân bằng Trong một số trận handicap 2 chọi 1, đội có 2 thành viên thì số thành viên thượng đài tính theo luật đấu đồng đội, với một người trên sàn một lúc. Trong những trường hợp khác, chẳng hạn như trận đấu tornado tag team, tất cả các đối thủ thượng đài cùng một lúc. Trong những năm 1980 và 1990, trận handicap đã được sử dụng trong các trận đấu sơ bộ liên quan đến đô vật có tên tuổi (thường là đô vật xấu), such as King Kong Bundy, Big Van Vader hay Yokozuna, là một cách để có được một đô vật xấu — hoàn toàn chiếm ưu thế về sức mạnh mặc dù đối thủ chiếm ưu thế về số lượng.
Tại Survivor Series trong tháng 11/2010, Lay-Cool mất Chức vô địch Divas vào tay Natalya trong trận handicap 2 chọi 1.